# Фамілья Крістіана
«Фамілья Крістіана» (італ. «Famiglia Cristiana», «Християнська родина») — щоденний журнал католицького спрямування, заснований в Альбі, Італія 25 грудня 1931 року. Засновник  - блаж. Джакомо Альберіоне. Цей журнал є одним з найпопулярніших в Італії, маючи в середньому до трьох мільйонів читачів.

## Історія
Первинною метою видання було спрямовувати католиків, що проживають в сільській та провінційній місцевості, успішно справлятися з духовними і практичними проблемами повсякденного життя. В перші роки це був місцевий журнал, орієнтований на жінок. У 1954 році його охоплення розширилось, включивши в себе статті про моду, політику і релігію. У 1955 році «Famiglia Cristiana» став ілюстрований щотижневий журнал.

### Друга світова війна
Під час Другої світової війни фашистська цензура була дуже сувора і не дозволяла створення незалежного католицького ЗМІ. Через це журнал був переданий в керівництво священика Маттео Бернардо і монахині Евеліні Капра. У період Італійська соціальна республіка (вересень 1943 — квітень 1945), «Християнська родина» був одним з небагатьох журналів, який продовжував видавати щотижневі публікації.

### Після Другої світової війни
Після Другої світової війни «Християнська родина» повністю змінив свій стиль і став органом культурної інформації. Політичною та соціальною точкою порівняння між католиками і форумом італійсько-католістичних ідей в італійському суспільстві. «Християнська родина» зміцнила свою роль у суспільстві, після заміни Avvenire(англ.), газети італійських єпископів.
На початку 60-х років, журнал перейшов під керівництво Джузеппе Зіллі і вперше тираж видання піднявся до одного мільйона примірників. У цей період редакція переїхала з Альби у центр Мілана.
У 1971 році журнал був поширений тиражем в два мільйони примірників.
У 1997 році кардинал Камілло Руїні, президент Італійської Єпископської конференції, розкритикував журнал «Християнська родина» за його «екстремальну жорстокість» в моральних і релігійних темах. Центром критики єпископів було «Статеве виховання». На свій захист директор Леонардо Зеґа, нагадав, що «Християнська родина» ніколи не підтримувала єресь, на відміну від навчань Церкви.
Леонардо Зеґа йде у відставку, а на його місце призначають богослова Франко Пьеріні для тимчасового управління «Християнською сім'єю».
У 1999 році до керівництва «Християнської родини» приходить Антоніо Скіортіно, відомий прихильник Зеґа. Позиція, яку він тримає — бути незалежним від політичних партій, на користь сім'ї. Під його керівництвом «Християнська родина» була задіяна в соціальному та політичному житті країни, іноді з редакційною статтею, підписаною ним, іноді в суворих тонах, але завжди з повагою до соціальної доктрини Церкви.

## Стиль видання
Докладніше: Famiglia Cristiana si rinnova [Архівовано 24 грудня 2015 у Wayback Machine.](італ.)
У політиці, в даний час, «Християнська родина» намагається залишатися незалежним виданням, іноді підтримуючи інтереси католиків.
1999 - 2016 рр.: директором був Антоніо Скіортіно, він говорив про те, що «Фамілья Крістіана» належить тільки одній стороні, « що знаходиться на стороні сім'ї і життя.»
У суспільстві, особливістю Християнської родини є те, що журнал приділяє увагу діяльності асоціації, рухів та особистостей католиків.

## Рубрики
Раз на тиждень виходить рубрика «Бесіди з батьком», в якій різні читачі відправляють листи до священика (нині редактору «Християнської сім'ї», Антоніо Скіортіно), про поточні справи і спосіб життя, але особливо з питань, що стосуються християнської віри.
Так само дуже популярна рубрика «Богослов», присвячена біблійним тлумаченням.
Історична рубрика «Події дня», в якій повідомляються новини, як правило, смішні. Наприклад:
|                                  | Американський фермер щодня по 10 хвилин тренується Тай-Чи. Він переконаний, що техніка релаксації приносить спокій коровам і всьому світу, таким чином, підвищуючи їх щоденне виробництво молока. |
| — (Зі статті Тай Чи «Для корів») | |

## Читачі і учасники «Фамілья Крістіана»
«Фамілья Крістіана» був улюбленим виданням Папи Іоанна XXII, який дуже хотів, отримувати підписку на журнал. Сумлінно читав журнал і Папа Бенедикт XVI, який у минулому співпрацював з виданням, ще коли був кардиналом.
Серед співробітників «Християнської сім'ї» знаходять журналіста Массімо Бернардіні, ведучого ток-шоу «Говорити»(італ.) і Ліцію Колорадо, відома публіці як ведуча програми подорожей «На схилах Кіліманджаро»(італ.).

## Критика видання

### Критика католицького світу
Деякі заяви «Фамілья Крістіана» були жорстко розкритиковані об'єднаннями та представниками католицького світу. У деяких блогах, вони навіть закликали до втручання Ватикану проти тижневика. Журнал часто називають «Сльота християнина» в нищівному сенсі. Також були створені компанії, які влаштовували бойкот журналу.
Деякі читачі не схвалюють позицію «Християнської родини» відносно іммігрантів, підтримуючи інтеграцію і повагу прав іммігрантів, у тому числі і людей мусульманської релігії, щоб вони могли будувати мечеті на території Італії.
У 2005 році видання опублікувало рекламу з голою жінкою на останній сторінці журналу. Багато читачів це обурило і вони почали скаржитися. Директор Скіортіно прийняв критику і вибачився перед читачами.

### Критика політичного світу
Протягом багатьох років ряд пов'язаних між собою критичних позицій проти виборів різних урядів викликали гіркі реакції.
Після того, як ортодоксальні християнські католики розкритикували останній уряд Берлусконі, котрий був проти заходів, спрямованих на циган за наказом Мароні, колишній міністр Карло Жіованарді сказав: «Фамілья Крістіана зробила б добре, змінивши назву, тому що воно має слово» християнин "".

## Тираж
З кінця 1950-х журнал «Фамілья Крістіана» користується великою популярністю.
У 1984 році журнал мав тираж 1,123,071 копій.
З вересня 1993 року по серпень 1994 тираж тижневика був 1,070,652 копій.
У середині -1990-х тираж журналу був найвищий серед інших католицьких видань в Італії.
У 2001 році журнал мав тираж 895000 примірників.
2003 рік — 742,000 копій.
2004 рік — 778,000 копій.
2007 році — 644,316 копій.
У 2010 році тираж журналу впав на 544,576 копій.

## Керівники «Фамілья Крістіана»
- Don Giacomo Alberione(італ.) — 1931—1932 рр.
- Don Matteo Bernardo Borgogno e Suor Evelina Capra — 1932—1933 рр.
- Don Luigi Pietro Occelli — 1933—1934 рр.
- Don Pierino Marazza — 1934—1937 рр.
- Don Luigi Zanoni — 1937—1954 рр.
- Don Giuseppe Zilli(італ.) — 1954—1980 рр.
- Don Leonardo Zega(італ.) — 1980—1998 рр.
- Don Franco Pierini — 1998—1999 рр.
- Don Antonio Sciortino(італ.) — 1999 — й до сьогодення.